# Ciclone Rashmi
A tempestade ciclônica Rashmi (designação do JTWC: 04B; conhecido simplesmente como Ciclone Rashmi) foi um ciclone tropical que atingiu Bangladesh no final de outubro de 2008. Sendo o sétimo ciclone tropical e o segundo sistema tropical dotado de nome da temporada de ciclones no Oceano Índico norte de 2008, Rashmi formou-se de uma área de perturbações meteorológicas a leste da Índia em 25 de outubro. Seguindo para nordeste sobre o golfo de Bengala, o sistema se consolidou sob condições meteorológicas favoráveis e se tornou a tempestade ciclônica "Rashmi" durante as primeiras horas de 26 de outubro, ao sul de Calcutá, Índia. Rashmi logo atingiu seu pico de intensidade, com ventos máximos sustentados de 85 km/h, assim que se aproximava da costa de Bangladesh. O sistema tropical atingiu a costa de Bangladesh, durante seu pico de intensidade, durante aquela noite, e rapidamente começou a se enfraquecer sobre terra. Com isso, tanto o Joint Typhoon Warning Center (JTWC) quanto o Departamento Meteorológico da Índia (DMI) emitiram seus aviso finais sobre o sistema durante as primeiras horas da madrugada de 27 de outubro.
Rashmi atingiu Bangladesh com ventos de até 75 km/h. Seus ventos e chuvas fortes associados danificaram e destruíram residências e plantações na região do delta do Ganges, no Bangladesh, além de territórios indianos, principalmente aos arredores de Calcutá. A tempestade causou pelo menos 28 fatalidades, 15 em Bangladesh e 13 na Índia. Além disso, 50 pescadores ficaram desaparecidos no golfo de Bengala após a passagem do sistema tropical.

## História meteorológica

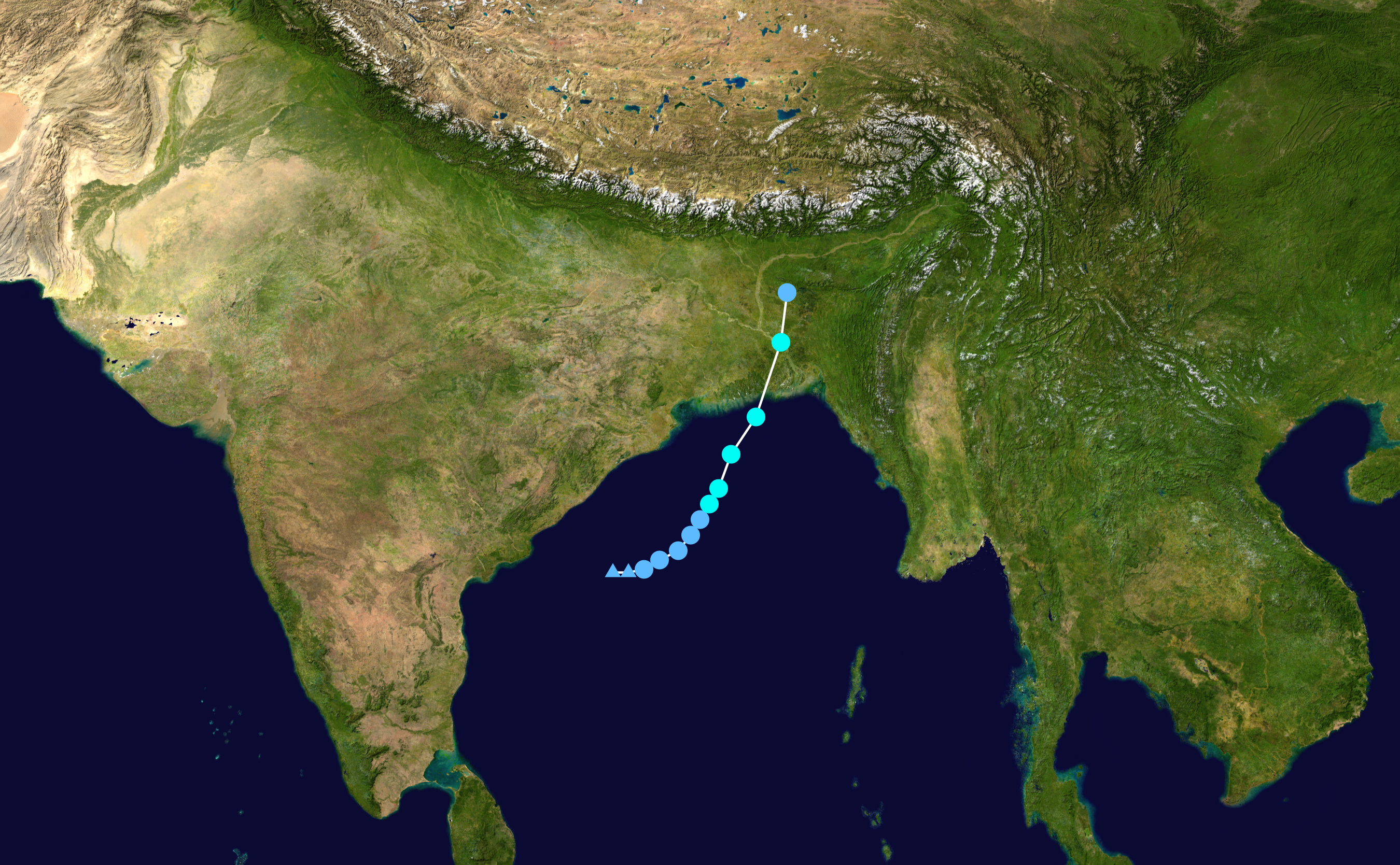
O caminho de Rashmi

Rashmi formou-se a partir de uma área de perturbações meteorológicas sobre o golfo de Bengala, a leste da Índia, que começou a mostrar sinais de organização em 23 de outubro. A partir do dia seguinte, uma circulação ciclônica de baixos níveis começou a se formar em associação ao sistema. O sistema continuou a se organizar rapidamente durante todo aquele dia, sob condições meteorológicas favoráveis, tais como o baixo cisalhamento do vento e bons fluxos de saída. O sistema continuou a se organizar, e durante a manhã (UTC) de 25 de outubro, o Departamento Meteorológico da Índia (DMI) classificou a perturbação para uma depressão tropical. Durante aquele dia, novas áreas de convecção profunda se formaram em associação ao sistema, auxiliando na consolidação de sua circulação ciclônica de baixos níveis. Com isso, o Joint Typhoon Warning Center emitiu um Alerta de Formação de Ciclone Tropical (AFCT) naquela tarde, que significava que o sistema poderia se tornar um ciclone tropical significativo dentro de um período de 12 a 24 horas. Seguindo para nordeste sobre o golfo de Bengala, o sistema continuou a se organizar assim que se aproximava da região do delta do Ganges. Com isso, o DMI classificou o sistema para uma depressão tropical profunda durante as primeiras horas (UTC) de 26 de outubro. Momentos depois, o JTWC também classificou o sistema para um ciclone tropical significativo, atribuindo-lhe a designação "04B". Naquele momento, o centro do sistema estava localizado a apenas algumas centenas de quilômetros ao sul da cidade de Calcutá, Índia.
Seguindo para nordeste através da periferia oeste de uma alta subtropical, o sistema continuou a se intensificar sob condições meteorológicas favoráveis. Com isso, o DMI classificou o sistema para uma tempestade ciclônica, classificação dada pelo DMI equivalente a uma tempestade tropical, durante aquela tarde. O DMI atribuiu-lhe o nome "Rashmi", que foi submetido à lista de nomes dos ciclones por Sri Lanka. Seguindo para norte através da periferia de uma alta subtropical ao seu leste, Rashmi continuou a se intensificar durante aquele dia. No entanto, a sua circulação ciclônica de baixos níveis começou a interagir com a costa da Índia e de Bangladesh, impedindo uma intensificação maior do sistema. Com isso, Rashmi atingiu seu pico de intensidade ainda em 26 de outubro, com ventos máximos sustentados de 85 km/h.
A partir de então, as áreas de convecção profundas associadas a Rashmi começaram a ficar menos organizadas assim que sua circulação ciclônica de baixos níveis começou a se interagir com a costa da Índia e de Bangladesh. Por volta das 22:30 (UTC) de 26 de outubro, Rashmi fez landfall na costa de Bangladesh, perto da cidade de Khepupara, durante seu pico de intensidade. A partir de então, Rashmi começou a se enfraquecer rapidamente; sua circulação ciclônica de baixos níveis rapidamente começou a se degradar e as suas áreas de convecção profunda começaram a dissipar. Com isso o JTWC emitiu seu aviso final sobre o sistema durante a madrugada (UTC) de 27 de outubro. O DMI desclassificou Rashmi para uma área de baixa pressão remanescente horas mais tarde e também emitiu seu aviso final sobre o sistema.

## Preparativos e impactos
Rashmi atingiu Bangladesh com ventos de até 75 km/h. Seus ventos e chuvas fortes associados danificaram e destruíram residências e plantações na região do delta do Ganges, no Bangladesh, além de territórios indianos, principalmente aos arredores de Calcutá. A tempestade causou pelo menos 28 fatalidades, 15 em Bangladesh e 13 na Índia. Além disso, 50 pescadores ficaram desaparecidos no golfo de Bengala após a passagem do sistema tropical.